# Anthony (Kansas)
Pour les articles homonymes, voir Anthony.
La ville d'Anthony est le siège du comté de Harper, situé dans le Kansas, aux États-Unis.

## Source
- (en) Cet article est partiellement ou en totalité issu de l’article de Wikipédia en anglais intitulé « Anthony, Kansas » (voir la liste des auteurs).